# Scindapsus falcifolius
Scindapsus falcifolius är en kallaväxtart som beskrevs av Adolf Engler. Scindapsus falcifolius ingår i släktet Scindapsus och familjen kallaväxter.
Artens utbredningsområde är Sulawesi. Inga underarter finns listade.